# 无芒披碱草
无芒披碱草（学名：Elymus sinosubmuticus）为禾本科披碱草属下的一个种。

## 扩展阅读
- 維基物種上的相關：无芒披碱草